# Vladímirovka (Krasnodar)
Vladímirovka (del ruso: Васильевка) es un seló del ókrug urbano Ciudad de Novorosíisk, en el krai de Krasnodar de Rusia. Está situado al este del nacimiento del río Tsemés, 10.5 km al noroeste del centro de Novorosíisk y 106 km al suroeste de Krasnodar, la capital del krai. Disponía de una población de 1 485 habitantes en 2010.
Pertenece al distrito Primorski del ókrug urbano de Novorosíisk.

## Servicios sociales
En la localidad hay un puesto de atención médica.

## Transporte
La carretera federal rusa M25 pasa al oeste de la localidad.